# Papuagrion magnanimum
Papuagrion magnanimum – gatunek ważki z rodziny łątkowatych (Coenagrionidae).